# Эберсбах-ан-дер-Фильс
Эберсбах-ан-дер-Фильс (нем. Ebersbach an der Fils) — город в Германии, в земле Баден-Вюртемберг. 
Подчинён административному округу Штутгарт. Входит в состав района Гёппинген.  Население составляет 15 291 человек (на 31 декабря 2010 года). Занимает площадь 26,27 км². Официальный код  —  08 1 17 018.
Город подразделяется на 7 городских районов.